# Randy White
Randall Lee "Randy" White (15 de janeiro de 1953, Pittsburgh, Pensilvânia) é um ex-jogador de futebol americano que atuava como defensive lineman e linebacker na National Football League. Ele estudou na University of Maryland de 1971 a 1974, e depois jogou futebol americano profissional pelo Dallas Cowboys na NFL de 1975 a 1988. Ele é membro do College Football Hall of Fame, do Pro Football Hall of Fame e do Delaware Sports Museum and Hall of Fame. Randy é porta-voz do Smokey Mountain Chew, uma entidade antifumo.